# Copenaghen Open 1997 - Qualificazioni singolare
Le qualificazioni del singolare  del Copenaghen Open 1997 sono state un torneo di tennis preliminare per accedere alla fase finale della manifestazione. I vincitori dell'ultimo turno sono entrati di diritto nel tabellone principale. In caso di ritiro di uno o più giocatori aventi diritto a questi sono subentrati i lucky loser, ossia i giocatori che hanno perso nell'ultimo turno ma che avevano una classifica più alta rispetto agli altri partecipanti che avevano comunque perso nel turno finale.
Le qualificazioni del torneo Copenaghen Open 1997 prevedevano 32 partecipanti di cui 4 sono entrati nel tabellone principale.

## Teste di serie
1. Brett Steven (Qualificato)
2. Andrej Čerkasov (secondo turno)
3. Younes El Aynaoui (ultimo turno)
4. Tamer El Sawy (primo turno)

1. Kevin Ullyett (Qualificato)
2. Omar Camporese (primo turno)
3. Lars Jonsson (secondo turno)
4. Andrei Pavel (primo turno)

## Qualificati
1. Brett Steven
2. Eyal Erlich

1. Lars Burgsmüller
2. Kevin Ullyett

## Tabellone

### Legenda
| - Q = Qualificato - WC = Wild card - LL = Lucky loser | - ALT = Alternate - SE = Special Exempt - PR = Protected Ranking | - w/o = Walkover - r = Ritirato - d = Squalificato |

### Sezione 1
|  | Primo turno        | Primo turno        | Primo turno        | Primo turno | Primo turno |  |  | Secondo turno      | Secondo turno      | Secondo turno      | Secondo turno      | Secondo turno      |   |   | Ultimo turno | Ultimo turno | Ultimo turno | Ultimo turno | Ultimo turno |  |
|  |                    |                    |                    |             |             |  |  |                    |                    |                    |                    |                    |   |   |              |              |              |              |              |  |
|  | 1                  | Brett Steven       | Brett Steven       | 6           | 7           |  |  |                    |                    |                    |                    |                    |   |   |              |              |              |              |              |  |
|  |                    | Mosè Navarra       | Mosè Navarra       | 3           | 5           |  |  | 1                  | Brett Steven       | Brett Steven       | 6                  | 6                  |   |   |              |              |              |              |              |  |
|  | Patrick Baur       | Patrick Baur       | Patrick Baur       | 6           | 6           |  |  |                    | Patrick Baur       | Patrick Baur       | 3                  | 4                  |   |   |              |              |              |              |              |  |
|  | Rainer Schüttler   | Rainer Schüttler   | Rainer Schüttler   | 3           | 4           |  |  |                    |                    |                    |                    |                    |   |   | 1            | Brett Steven | Brett Steven | 6            | 6            |  |
|  | Davide Sanguinetti | Davide Sanguinetti | Davide Sanguinetti | 6           | 6           |  |  |                    |                    |                    | Davide Sanguinetti | Davide Sanguinetti | 1 | 3 |              |              |              |              |              |  |
|  | Filippo Messori    | Filippo Messori    | Filippo Messori    | 4           | 3           |  |  | Davide Sanguinetti | Davide Sanguinetti | Davide Sanguinetti | 6                  | 6                  |   |   |              |              |              |              |              |  |
|  |                    | Laurence Tieleman  | 6                  | 6           | 6           |  |  | Laurence Tieleman  | Laurence Tieleman  | Laurence Tieleman  | 2                  | 1                  |   |   |              |              |              |              |              |  |
|  | 8                  | Andrei Pavel       | 4                  | 7           | 3           |  |  |                    |                    |                    |                    |                    |   |   |              |              |              |              |              |  |

### Sezione 2
|  | Primo turno   | Primo turno      | Primo turno      | Primo turno | Primo turno |  |  | Secondo turno | Secondo turno   | Secondo turno   | Secondo turno | Secondo turno |   |   | Ultimo turno | Ultimo turno | Ultimo turno | Ultimo turno | Ultimo turno |  |
|  |               |                  |                  |             |             |  |  |               |                 |                 |               |               |   |   |              |              |              |              |              |  |
|  | 2             | Andrej Čerkasov  | Andrej Čerkasov  | 6           | 6           |  |  |               |                 |                 |               |               |   |   |              |              |              |              |              |  |
|  |               | Jan-Axel Tribler | Jan-Axel Tribler | 2           | 2           |  |  | 2             | Andrej Čerkasov | Andrej Čerkasov | 3             | 4             |   |   |              |              |              |              |              |  |
|  | Nicola Bruno  | Nicola Bruno     | Nicola Bruno     | 7           | 6           |  |  |               | Nicola Bruno    | Nicola Bruno    | 6             | 6             |   |   |              |              |              |              |              |  |
|  | Maks Mirny    | Maks Mirny       | Maks Mirny       | 6           | 4           |  |  |               |                 |                 |               |               |   |   | Nicola Bruno | Nicola Bruno | Nicola Bruno | 4            | 6            |  |
|  | Eyal Erlich   | Eyal Erlich      | Eyal Erlich      | 6           | 6           |  |  |               |                 | Eyal Erlich     | Eyal Erlich   | Eyal Erlich   | 6 | 7 |              |              |              |              |              |  |
|  | Martin Hromec | Martin Hromec    | Martin Hromec    | 4           | 4           |  |  |               | Eyal Erlich     | 3               | 7             | 6             |   |   |              |              |              |              |              |  |
|  | 7             | Lars Jonsson     | Lars Jonsson     | 7           | 7           |  |  | 7             | Lars Jonsson    | 6               | 6             | 4             |   |   |              |              |              |              |              |  |
|  |               | David Škoch      | David Škoch      | 5           | 6           |  |  |               |                 |                 |               |               |   |   |              |              |              |              |              |  |

### Sezione 3
|  | Primo turno      | Primo turno         | Primo turno        | Primo turno | Primo turno |  |  | Secondo turno       | Secondo turno       | Secondo turno       | Secondo turno    | Secondo turno    |   |   | Ultimo turno | Ultimo turno      | Ultimo turno      | Ultimo turno | Ultimo turno |  |
|  |                  |                     |                    |             |             |  |  |                     |                     |                     |                  |                  |   |   |              |                   |                   |              |              |  |
|  | 3                | Younes El Aynaoui   | Younes El Aynaoui  | 6           | 6           |  |  |                     |                     |                     |                  |                  |   |   |              |                   |                   |              |              |  |
|  |                  | Thomas G. Andersen  | Thomas G. Andersen | 2           | 4           |  |  | 3                   | Younes El Aynaoui   | Younes El Aynaoui   | 6                | 7                |   |   |              |                   |                   |              |              |  |
|  | Nicklas Timfjord | Nicklas Timfjord    | Nicklas Timfjord   | 7           | 6           |  |  |                     | Nicklas Timfjord    | Nicklas Timfjord    | 4                | 6                |   |   |              |                   |                   |              |              |  |
|  | Diego Nargiso    | Diego Nargiso       | Diego Nargiso      | 6           | 4           |  |  |                     |                     |                     |                  |                  |   |   | 3            | Younes El Aynaoui | Younes El Aynaoui | 5            | 6            |  |
|  | Lars Burgsmüller | Lars Burgsmüller    | Lars Burgsmüller   | 6           | 6           |  |  |                     |                     |                     | Lars Burgsmüller | Lars Burgsmüller | 7 | 7 |              |                   |                   |              |              |  |
|  | Andrej Merinov   | Andrej Merinov      | Andrej Merinov     | 4           | 2           |  |  | Lars Burgsmüller    | Lars Burgsmüller    | Lars Burgsmüller    | 6                | 6                |   |   |              |                   |                   |              |              |  |
|  |                  | Stefano Pescosolido | 6                  | 3           | 7           |  |  | Stefano Pescosolido | Stefano Pescosolido | Stefano Pescosolido | 2                | 1                |   |   |              |                   |                   |              |              |  |
|  | 6                | Omar Camporese      | 1                  | 6           | 5           |  |  |                     |                     |                     |                  |                  |   |   |              |                   |                   |              |              |  |

### Sezione 4
|  | Primo turno   | Primo turno    | Primo turno   | Primo turno | Primo turno |  |  | Secondo turno | Secondo turno | Secondo turno | Secondo turno | Secondo turno |   |   | Ultimo turno | Ultimo turno  | Ultimo turno  | Ultimo turno | Ultimo turno |  |
|  |               |                |               |             |             |  |  |               |               |               |               |               |   |   |              |               |               |              |              |  |
|  |               | Arne Thoms     | Arne Thoms    | 6           | 6           |  |  |               |               |               |               |               |   |   |              |               |               |              |              |  |
|  | 4             | Tamer El Sawy  | Tamer El Sawy | 4           | 2           |  |  | Arne Thoms    | Arne Thoms    | 2             | 6             | 6             |   |   |              |               |               |              |              |  |
|  | Gérard Solvès | Gérard Solvès  | Gérard Solvès | 7           | 6           |  |  | Gérard Solvès | Gérard Solvès | 6             | 3             | 7             |   |   |              |               |               |              |              |  |
|  | Rogier Wassen | Rogier Wassen  | Rogier Wassen | 6           | 2           |  |  |               |               |               |               |               |   |   |              | Gérard Solvès | Gérard Solvès | 3            | 6            |  |
|  | Tomas Nydahl  | Tomas Nydahl   | 4             | 6           | 6           |  |  |               |               | 5             | Kevin Ullyett | Kevin Ullyett | 6 | 7 |              |               |               |              |              |  |
|  | Lars Rehmann  | Lars Rehmann   | 6             | 3           | 4           |  |  |               | Tomas Nydahl  | 6             | 6             | 1             |   |   |              |               |               |              |              |  |
|  | 5             | Kevin Ullyett  | 6             | 3           | 6           |  |  | 5             | Kevin Ullyett | 7             | 1             | 6             |   |   |              |               |               |              |              |  |
|  |               | Arnaud Clément | 4             | 6           | 3           |  |  |               |               |               |               |               |   |   |              |               |               |              |              |  |